# Simone da Todi
Simone da Todi, noto anche come Simone Rinalducci (Todi, XIII secolo – Bologna, 20 aprile 1322), è stato un religioso italiano. Sacerdote dell'Ordine di Sant'Agostino, il suo culto come beato fu confermato da papa Gregorio XVI nel 1833.

## Biografia
La data di nascita non è nota ma collocata nella seconda metà del XIII secolo. Abbracciò la vita religiosa tra gli eremitani di Sant'Agostino nel 1280 e ricoprì più volte le cariche di priore e superiore provinciale per l'Umbria del suo ordine.
Come testimoniano gli scritti dei suoi contemporanei, l'emeritano Enrico di Friemar e Giordano di Sassonia, godeva di grande fama per la sua cultura teologica e l'abilità come oratore. Morì a Bologna nel convento di San Giacomo il 20 aprile 1322.

## Il culto
Morì in fama di santità e presso la sua tomba si verificarono miracoli.
Papa Gregorio XVI, con decreto del 13 marzo 1833, ne confermò il culto con il titolo di beato.
Il suo elogio si legge nel martirologio romano al 20 aprile.